# Ilha do Governador (subprefeitura)

A Subprefeitura da Ilha do Governador é uma das nove subprefeituras nas quais se subadministra o município do Rio de Janeiro, no estado homônimo, no Brasil. A subprefeitura administra a região administrativa de Ilha do Governador, que engloba todos os seus bairros que são Bancários, Cacuia, Cocotá, Freguesia, Galeão, Jardim Carioca, Jardim Guanabara, Moneró, Pitangueiras, Portuguesa, Praia da Bandeira, Ribeira, Tauá, Tubiacanga e Zumbi e mais o bairro da Cidade Universitária da UFRJ.  Com uma população total de 75 000 habitantes, segundo o censo de 2010. 

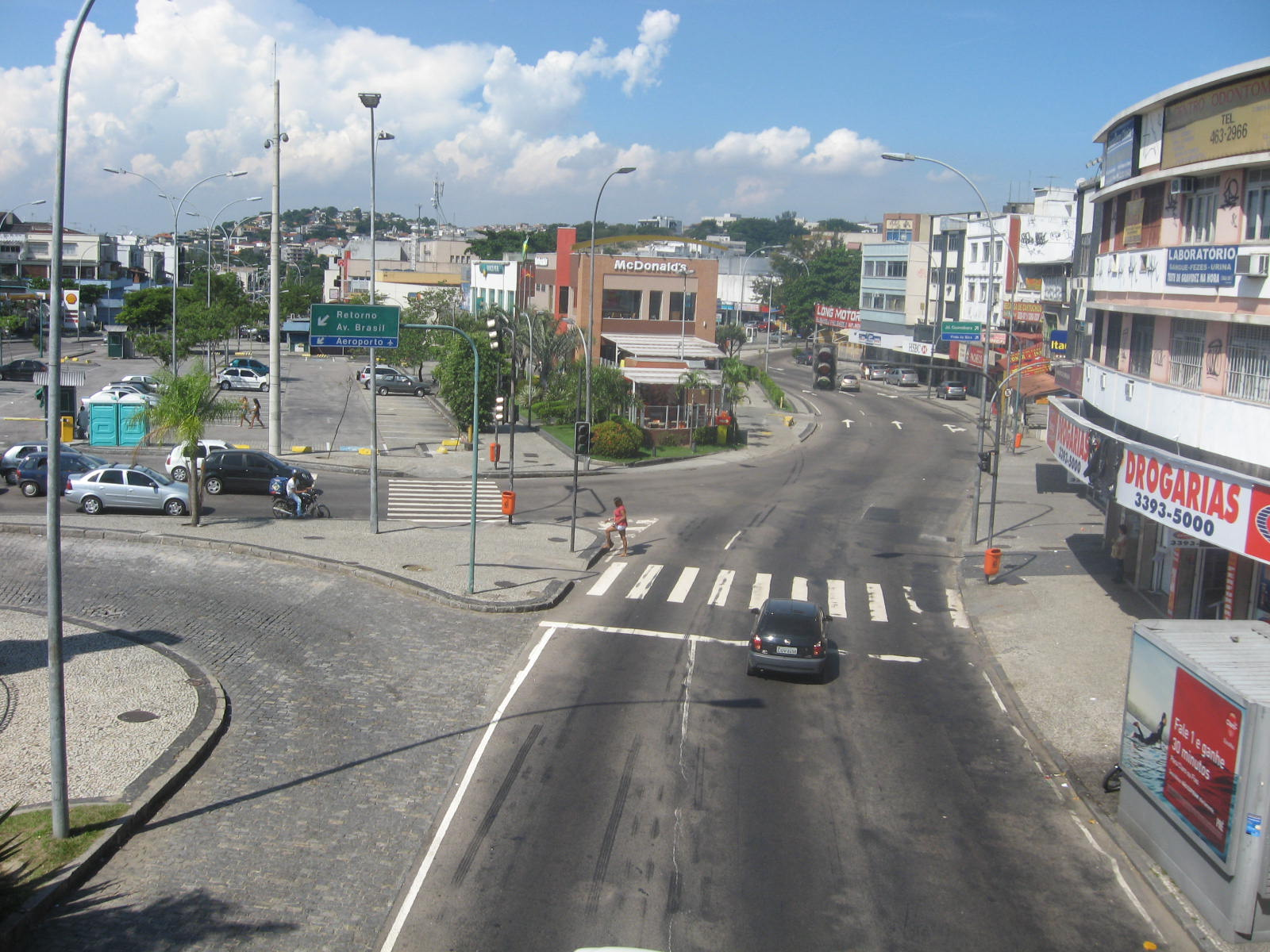
vista da Ilha do Governador

## Como Chegar
Endereço: Rua das Orçadas, 438 - Jardim Carioca, Ilha do Governador 21920-257